# Violent Restitution
Albums de Razor
Custom Killing
(1987) Shotgun Justice
(1991)
Violent Restitution est le cinquième album studio du groupe de thrash metal canadien Razor sorti en 1988.
C'est le dernier album de Razor avec Sheepdog au chant.

## Liste des titres
| No  | Titre                 | Musique                | Durée |
| --- | --------------------- | ---------------------- | ----- |
| 1.  | The Marshall Arts     | Dave Carlo             | 2:45  |
| 2.  | Hypertension          | Dave Carlo, Adam Carlo | 3:21  |
| 3.  | Taste the Floor       | Dave Carlo, Adam Carlo | 2:07  |
| 4.  | Behind Bars           | Dave Carlo             | 2:15  |
| 5.  | Below the Belt        | Dave Carlo             | 2:54  |
| 6.  | I'll Only Say It Once | Dave Carlo, Sheepdog   | 2:28  |
| 7.  | Enforcer              | Dave Carlo             | 3:44  |
| 8.  | Violent Restitution   | Dave Carlo             | 2:33  |
| 9.  | Out of the Game       | Dave Carlo             | 2:47  |
| 10. | Edge of the Razor     | Dave Carlo             | 4:15  |
| 11. | Eve of the Storm      | Dave Carlo             | 3:20  |
| 12. | Discipline            | Dave Carlo             | 2:55  |
| 13. | Fed Up                | Dave Carlo             | 2:30  |
| 14. | Soldier of Fortune    | Dave Carlo             | 2:59  |

The Marshall Arts est un morceau instrumental.
Cet album est dédié à l'acteur américain Charles Bronson.

## Composition du groupe
- Stace "Sheepdog" McLaren - Chant & piano.
- Dave Carlo - Guitares.
- Adam Carlo - Basse.
- Rob Mills - Batterie.

## Membres additionnels
- Carving Squad - Second chant.
- Crazy Colin - Second chant.
- Destructor Dave - Second chant.
- Mental Mark - Second chant.
- Visual Mix - Design & mise en page.
- Bill Kennedy - Ingénieur du son.
- Darren Miller - Ingénieur du son.
- Stephen Darch - Photos.